# Mihai Guriță
Mihai Guriță (n. 1 februarie 1973, Dumbrăveni, Suceava) este un fost jucător de fotbal român.

## Legături externe
- Mihai Guriță la romaniansoccer.ro